# Radscha-Zwergohreule

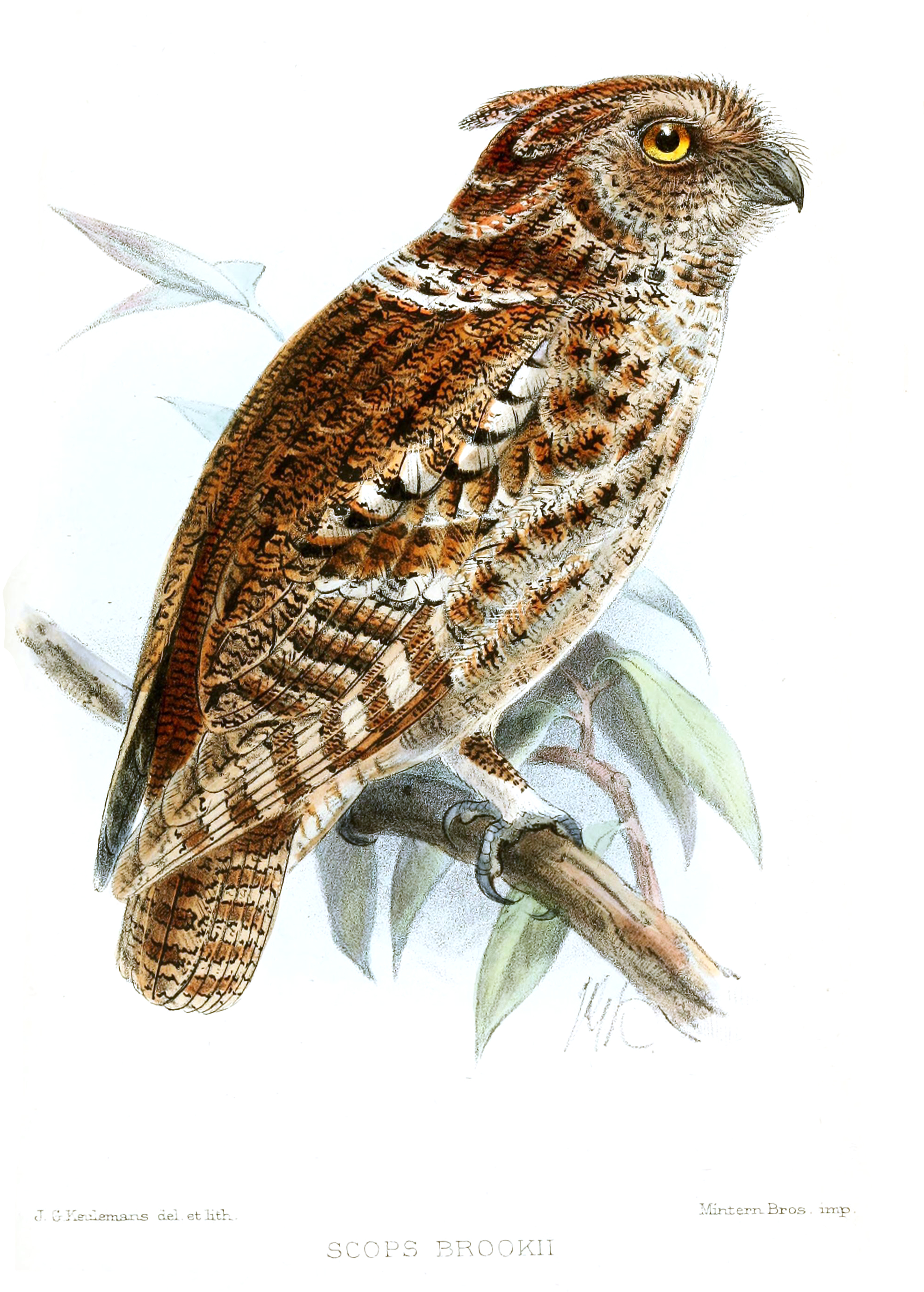
Zeichnung der Radscha-Zwergohreule aus 1893

Die Radscha-Zwergohreule (Otus brookii), auch Radschaeule oder Raja-Zwergohreule genannt, ist ein mit 21–25 Zentimetern Körpergröße mittelgroßer Vertreter der Zwergohreulen aus der Familie der Eigentlichen Eulen. Die Art ist endemisch auf Sumatra und Borneo.

## Aussehen
Die Radscha-Zwergohreule hat ein rotbräunliches Gefieder. Die Federohren sind mit 29–49 mm recht lang. Der Bauch ist hellbraun und durch die dunklen Federschäfte gemustert. Sehr auffällig sind die hellen bis weißen dicken Federn über den Augen und dem Schnabel, die kreuzweise verlaufen. Die Flügelenden sind weiß, die ansonsten rotbraunen Schwanzfedern haben ebenfalls mehrere weiße Tupfer. Die Beine haben ein weißes Gefieder und sind mit langen scharfen Krallen versehen. Über den großen Augen haben sie helle bis weiße Wülste. Die Unterart Otus brookii solokensis ist brauner und oberseits stärker gelblich angehaucht.

## Rufe
Ihr Gesang ist lautes doppeltes Heulen „ua-uuu“. Die beiden Töne werden 0,2 Sekunden gerufen und in einem Abstand voneinander von 0,7 Sekunden. Der Gesang wird meist in einem Abstand von 7 bis 10 Sekunden wiederholt.

## Verbreitung und Lebensraum
Die Art tritt in zwei Unterarten auf, die endemisch in den Bergwäldern Sumatras (Otus brookii solokensis,  Hartert, 1893) und Nordwest-Borneos (Otus brookii brookii,  Sharpe, 1892) sind. Sie bewohnt die Regenwälder und Nebelwälder in Höhlenlagen von 900 bis 2.500 Metern, bevorzugt in Höhenlagen zwischen 1.200 und 2.400 Metern.

## Lebensweise
Die nachtaktive Eule verbringt den Tag über in den Kronen höherer Bäume oder in einer Baumhöhle. Bei Anbruch der Dunkelheit geht sie auf die Jagd nach Insekten. Bei einer Untersuchung wurde auch ein Frosch im Magen einer Radscha-Zwergohreule gefunden.

## Fortpflanzung
Sie brütet in Baumhöhlen von Palmen und anderen Bäumen oder in Spalten von Hauswänden. In das nackte Nest legt das Weibchen 2–3 Eier. Das Ausbrüten, das 26 Tage dauert, wird vom Weibchen allein übernommen. Währenddessen wird es vom Männchen mit Nahrung versorgt. Die Eltern verteidigen ihre Jungen sehr energisch gegen alle fremden Eindringlinge, selbst wenn diese deutlich größer sind als sie selbst.

## Gefährdung
Da für diese Art noch keinerlei konkrete Bestandsentwicklungen und Gefährdungen bekannt sind, wird sie von der IUCN vorläufig als ungefährdet (least concern), aber als decreasing, also abnehmend eingestuft. Von Fachleuten wird die Art, insbesondere die Nominatform O. b. brookii auf Borneo, als durch großflächige Abholzung bedroht angesehen. Die Unterart Otus brookii brookii aus Borneo ist nur durch zwei Bälge aus den Jahren 1892 und 1893 nachgewiesen und es wurde befürchtet, sie könnte bereits ausgestorben sein. Im Jahr 2021 wurde sie am Mount Kinabalu auf Borneo wiederentdeckt.

## Vorkommen mit anderen Kleineulen
Die Radscha-Zwergohreule kommt zusammen mit der gleich großen Sunda-Zwergohreule und den etwas kleineren Eulenarten Fuchs-Zwergohreule und Rötel-Zwergohreule vor.

## Etymologie und Forschungsgeschichte
Die Erstbeschreibung des Radscha-Zwergohreule erfolgte 1892 durch Richard Bowdler Sharpe unter dem wissenschaftlichen Namen Scops brookii. Das Typusexemplare wurde von Charles Hose (1863–1929) am Berg Dulit in Sarawak gesammelt. Erst später wurde sie der bereits 1769 von Thomas Pennant für die Indien-Zwergohreule (Otus bakkamoena) eingeführten Gattung Otus zugeschlagen. Der Gattungsname leitet sich vom griechischen „ōtos ωτος“ für „Ohreneule“ ab. Der Artname »brookii« ist Charles Johnson Brooke (1829–1917), dem zweiten Weißen Raja von Sarawak gewidmet.